# Голосний середнього ряду
Голосні середнього ряду (англ. Central vowel) — різновид голосних звуків, що вимовляються з напруженням і серединним положенням язика в ротовій порожнині.
За Міжнародним фонетичним алфавітом до голосних середнього ряду належать:
| неогублений голосний середнього ряду високого піднесення          | [ɨ]  |
| огублений голосний середнього ряду високого піднесення            | [ʉ]  |
| неогублений голосний середнього ряду високо-середнього піднесення | [ɘ]  |
| огублений голосний середнього ряду високо-середнього піднесення   | [ɵ]  |
| голосний середнього ряду середнього піднесення                    | [ə]  |
| неогублений голосний середнього ряду низько-середнього піднесення | [ɜ]  |
| огублений голосний середнього ряду низько-середнього піднесення   | [ɞ]  |
| ненапружений голосний середнього ряду низького піднесення         | [ɐ]  |
| неогублений голосний середнього ряду низького підняття            | [a]* |

*неофіційно, але частіше вживається.